# Katarzyna Kowalska (lekkoatletka)
Katarzyna Kowalska (ur. 7 kwietnia 1985 w Lipnie) – polska lekkoatletka, zawodniczka klubu Vectra Włocławek, specjalistka biegu na 3000 m z przeszkodami.

## Kariera
Jest dwukrotną złotą medalistką młodzieżowych mistrzostw Europy U23: z Erfurtu (2005) z czasem 9:54,17 i Debreczyna (2007) z wynikiem 9:39,40 (aktualny rekord tej imprezy). Wspaniale zaprezentowała się w czerwcu 2007 w superlidze Pucharu Europy w Monachium zwyciężając niespodziewanie w biegu na 3000 m z przeszkodami (9:45,35). W 2006 podczas zawodów tej samej rangi w Máladze zajęła w biegu na 3000 m z przeszkodami 3. miejsce (9:56.10). W tymże 2006 roku reprezentowała Polskę w pucharze świata w Atenach w biegu na 5000 metrów, zajmując 8. miejsce (16:18,35), zdobyła też srebrny medal w drużynie podczas mistrzostw Europy w biegach przełajowych (kategoria U 23). Jedenastokrotnie (2005, 2007, 2008, 2009, 2010, 2011, 2012, 2013, 2014, 2015 i 2016) zdobyła mistrzostwo Polski w biegu na 3000 m z przeszkodami. W 2008, 2009, 2010, 2011, 2012 i 2013 została również mistrzynią Polski w biegu przełajowym, w 2009 zdobyła złoto na 10 000 metrów, a w 2016 triumfowała na 5000 metrów. W 2015 zdobyła także dwa złote medale mistrzostw kraju w biegach ulicznych: na 10 kilometrów oraz w półmaratonie.
Grudzień 2007 przyniósł lekkoatletce Vectry Włocławek medalowe sukcesy w mistrzostwach Europy w biegach przełajowych (Toro w Hiszpanii). W kategorii młodzieżowców (U 23) zdobyła brąz zarówno indywidualnie, jak i drużynowo. Na sukces drużyny złożyły się również miejsca Dominiki Główczewskiej, Marty Wojtkuńskiej oraz Agnieszki Ciołek. Piątą w drużynie była Iwona Lewandowska. Katarzyna Kowalska była też nominowana w plebiscycie o tytuł Europejskich Wschodzących Gwiazd Lekkoatletycznych 2007 roku. W 2008 roku startowała w Igrzyskach XXIX Olimpiady w Pekinie, jednak odpadła w eliminacjach biegu na 3000 m z przeszkodami z 30. czasem (9:47,02). Rok później w 2009 roku startowała w finale mistrzostw świata w Berlinie zajmując 12. miejsce. Na LIO 2016 w Rio de Janeiro wystartowała w maratonie – nie ukończyła biegu.
Jest żołnierzem Wojska Polskiego.

## Rekordy życiowe
| Konkurencja                        | Rezultat | Data             | Miejsce          | Uwagi                                                                             |
| ---------------------------------- | -------- | ---------------- | ---------------- | --------------------------------------------------------------------------------- |
| Bieg na 1500 metrów                | 4:18,66  | 15 czerwca 2008  | Warszawa         |                                                                                   |
| Bieg na 3000 metrów                | 9:12,40  | 3 czerwca 2011   | Bydgoszcz        |                                                                                   |
| Bieg na 5000 metrów                | 15:48,88 | 11 sierpnia 2011 | Bydgoszcz        |                                                                                   |
| Bieg na 10 000 metrów              | 33:22,90 | 2 maja 2009      | Kędzierzyn-Koźle |                                                                                   |
| Bieg na 1500 metrów z przeszkodami | 4:35,67  | 15 maja 2010     | Bydgoszcz        |                                                                                   |
| Bieg na 3000 metrów z przeszkodami | 9:26,93  | 15 sierpnia 2009 | Berlin           |                                                                                   |
| Półmaraton                         | 1:10:06  | 2 kwietnia 2016  | Praga            | do 17 października 2021 rekord Polski, 2. wynik w polskich tabelach historycznych |
| Maraton                            | 2:29:41  | 27 września 2015 | Berlin           |                                                                                   |
| Bieg na 1000 metrów (hala)         | 2:59,93  | 10 stycznia 2004 | Warszawa         |                                                                                   |
| Bieg na 2000 metrów (hala)         | 6:23,86  | 9 stycznia 2004  | Spała            |                                                                                   |
| Bieg na 3000 metrów (hala)         | 10:17,34 | 25 stycznia 2003 | Warszawa         |                                                                                   |